# Кета
Ке́та і кета́ (Oncorhynchus keta) — прохідна риба роду тихоокеанських лососів.

## Опис
Довжина тіла до 1 м, важить до 14 кг. Кета входить в гирла річок блискучою, сріблясте забарвлення без плям («сріблянка»). Вгору по річках кета проходить шлях завдовжки до 3500 км. (Юкон, Амур), з швидкістю в середньому 47 кілометрів проходячи до 70-85 км за добу. При наближенні до нерестовищ змінюється колір і зовнішність риби. На боках з'являються лилові або малинові смуги («строката» або «напівзубатка»). Спина у самця стає більш горбатою. До часу нересту тіло кети сплющується, у самця сильно збільшуються зуби. Риба стає абсолютно чорною, з білуватим, не придатним в їжу м'ясом («зубатка»). Кета — цінна промислова риба; її засолюють, вона йде на балики, натуральні консерви; дає цінну червону ікру. Улови різко коливаються в різні роки. На запаси негативно впливає промисел в морі, що нераціонально ведеться Японією.

## Поширення

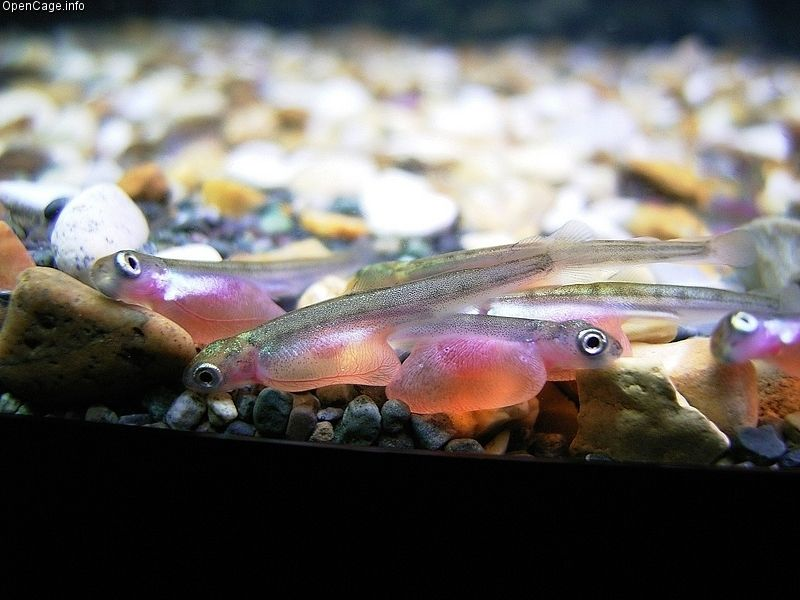
Новонароджені кети

Поширена у північній частині Тихого океану: біля азійських берегів — на південь до Кореї і острова Хонсю, біля американських — до затоки Монтерей. З весни, нагулюючись, мігрує. В невеликій кількості досягає річок басейну Льодовитого океану від річки Лени до Макензі.

## Розмноження
Кета літня нереститься в липні — серпні, осіння — у вересні— жовтні, дуже рідко до грудня. Ікру (плодючість до 4,5 тис. ікринок) відкладає в гніздо у ґрунті, зверху засипає піском і галькою. На місцях з швидкою течією і галечниковим ґрунтом самки ударами хвоста вибивають ямки, викидають ікру, засипають її галечником і декілька днів охороняють. Таких кубел самка закладає, зазвичай, три. Глибина закладання ікри коливається від 20 до 30-35 см і навіть (рідко) до 40 см. Після нересту риба гине. Ікра зазвичай розвивається 60—120 діб. Зародки, що вилупилися, залишаються в гніздах до весни. У річках памолодь тримається близько місяця, харчується головним чином водними личинками комах.

## Спосіб життя
Живиться ракоподібними, крилоногими молюсками, памолоддю риб (піщанки, корюшки, оселедці та ін.). Дозріває на 4—5-му році життя. Для розмноження заходить в річки, перестає живитися.